# Державна канцелярія Естонії
Державна канцелярія Естонії (ест. Riigikantselei) — апарат управління Естонії. Мета апарату — підтримувати виконавчу владу республіки у прийнятті політичних рішень. Державна канцелярія Естонії, також, відповідає за публікацію газети «Riigi Teataja» і її електронної версії «Elektrooniline Riigi Teataja». Держсекретарем канцелярії є Гейкі Лоод.

## Витяг з Конституції Естонської республіки
Стаття 95. 

При Уряді Республіки є державна канцелярія під керівництвом державного секретаря. 

Державного секретаря призначає на посаду та звільняє з посади прем'єр-міністр. 

Державний секретар бере участь у засіданнях Уряду з правом слова. 

Державний секретар, як керівник державної канцелярії, користується тими ж правами, якими в питаннях керівництва міністерством наділений законом міністр.